# Gerhard Ohme
Gerhard Ohme (* 1939; † 10. Januar 2011 in Mössingen) war ein deutscher Basketballfunktionär.

## Leben
Ohme engagierte sich in der Basketballsparte des SV 03 Tübingen und hatte auch Ämter auf Bezirks- und Verbandsebene inne. In den Jahren 1969 und 1970 sowie 1971 und 1972 war er Vorsitzender des Württembergischen Basketballverbandes und war maßgeblich daran beteiligt, dass 1972 der Basketballverband Baden-Württemberg (BBW) entstand, in dessen erstem Vorstand er als zweiter stellvertretender Vorsitzender er vertreten war. Seine Ehefrau Helga war ab 1974 BBW-Geschäftsführerin.
Ab Ende der 1970er Jahre organisierte Ohme Fahrten von baden-württembergischen Auswahlmannschaften nach Ungarn. 1983 gehörte er zum Planungs- und Durchführungsausschuss der Jugend-Europameisterschaft, die in Ludwigsburg und Tübingen ausgetragen wurde. 1984 trat Ohme zunächst kommissarisch das Amt des Präsidenten des Basketballverbandes Baden-Württemberg an, im Folgejahr wurde er dann nach der Wahl auf dem Verbandstag ordentlicher BBW-Vorsitzender und in diesem Amt Nachfolger von Gründungspräsident Burkhard Wildermuth. Ohme, der unter anderem auch den Aufbau eines Archivs des Basketballverbandes Baden-Württemberg einleitete und vorantrieb, blieb bis 1991 BBW-Vorsitzender. Beim Deutschen Basketball-Bund (DBB) wirkte er als Referent für Breitensport und war Mitglied der Archivkommission.
Beruflich war er als Leiter des Schul- und Sportamtes der Stadt Tübingen tätig. Ohme starb am 10. Januar 2011 in Folge einer langen Krankheit. Im Nachruf des Deutschen Basketball-Bundes wurde er als einer dessen „großen Pioniere“ beschrieben.